# Mondpol
Nord- und Südpol des Mondes sind die Endpunkte der Rotationsachse des Erdtrabanten und haben die selenografische Breite +90° bzw. −90°.

Der Mond im September 2005. Aus Sicht der Erde „taumelt“ er etwas, weil seine Drehachse nicht senkrecht auf der Mondbahn steht und diese um 5,5 % von einer Kreisbahn abweicht. Diese „Libration in Breite“ bewirkt, dass Nord- und Südpol nur 2 Mal pro Monat am Rand der Scheibe liegen und wir abwechselnd ganz flach auf die beiden Mondpole sehen können.

Von der Erde aus erscheinen sie nicht genau am Rande der Mondfigur, sondern infolge einer periodischen Richtungsschwankung („Libration in Breite“) jeweils unter einem sehr flachen Winkel von maximal 6,7°. Die Umgebung des Südpols ist wesentlich gebirgiger als jene des Nordpols und Zentrum eines ausgedehnten, mit Kratern übersäten Hochlandes. Die Kraterränder und Höhen an beiden Mondpolen befinden sich fast immer im Sonnenlicht, weshalb sie von früheren Selenografen (Mondforschern) wie Hieronymus Schröter und Mädler Berge des ewigen Lichts genannt wurden.
Der Grund für dieses Phänomen ist, dass die Rotationsachse des Mondes – anders als jene der Erde – fast senkrecht auf seiner Bahnebene steht. Auch gegen die Pole der Ekliptik ist sie nur rund 1,5° geneigt (bei der Erdrotation sind es 23,4°), sodass die Erhebungen nahe der Mondpole immer vom Sonnenlicht gestreift werden.
Eine weitere Besonderheit des Mondes ist seine gebundene Rotation: er weist der Erde immer fast dieselbe Seite zu, weil seine Rotationsdauer mit der Umlaufzeit (Monatslänge) zusammenfällt. Schon im 19. Jahrhundert wurde deshalb vermutet, dass der Massenschwerpunkt des Mondes nicht mit dem Figurenmittelpunkt (Zentrum der Mondkugel) übereinstimmt. Durch verschiedene Mondsonden hat sich diese Hypothese bestätigt: Die beiden Punkte haben einen Abstand von knapp 2 km, was bei der neueren Definition der selenografischen Koordinaten zu berücksichtigen war.

## Große Strukturen in den Polregionen

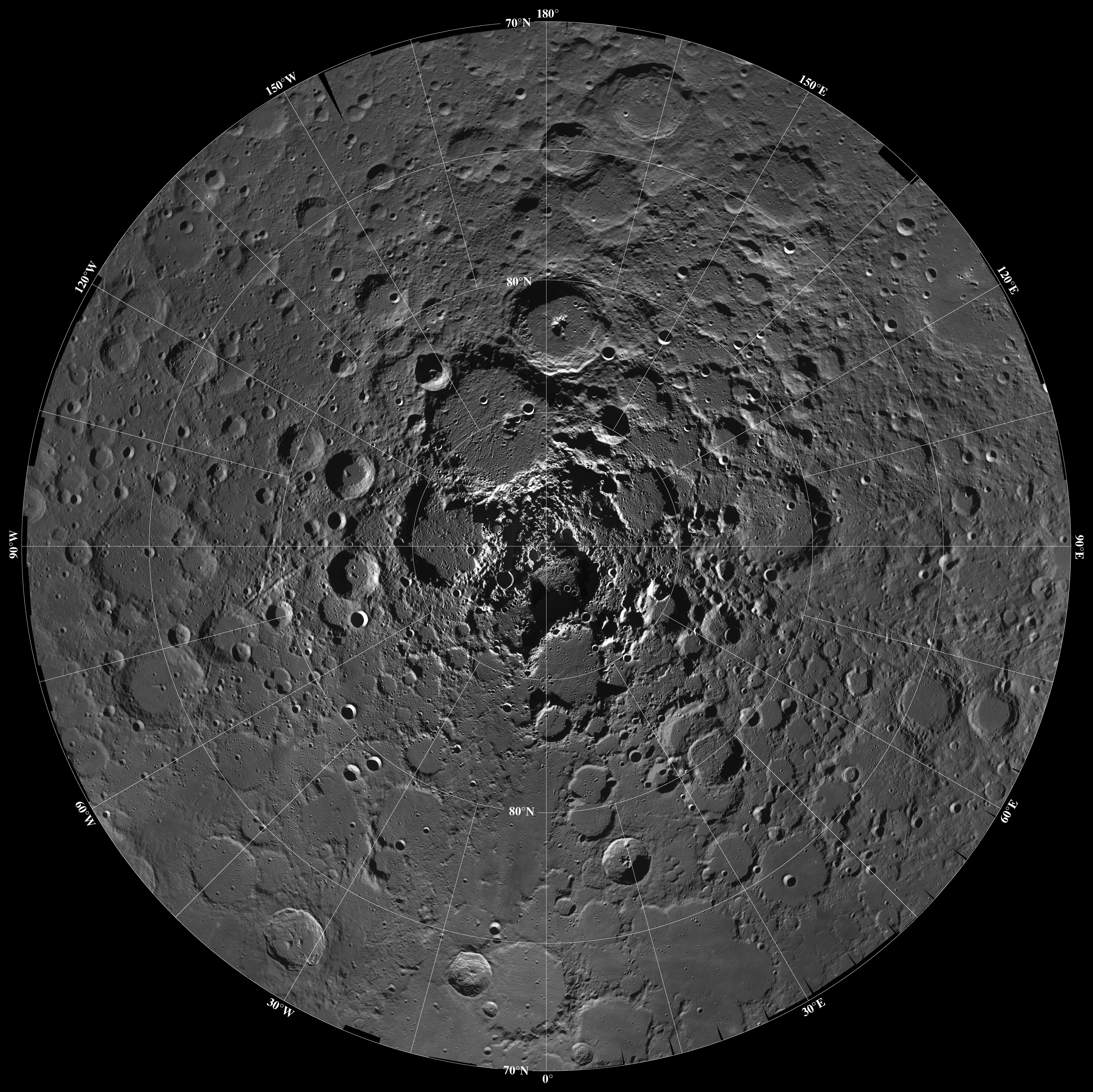
Fotomosaik der lunaren Nordpolregion aus rund 1500 Aufnahmen der Raumsonde Clementine

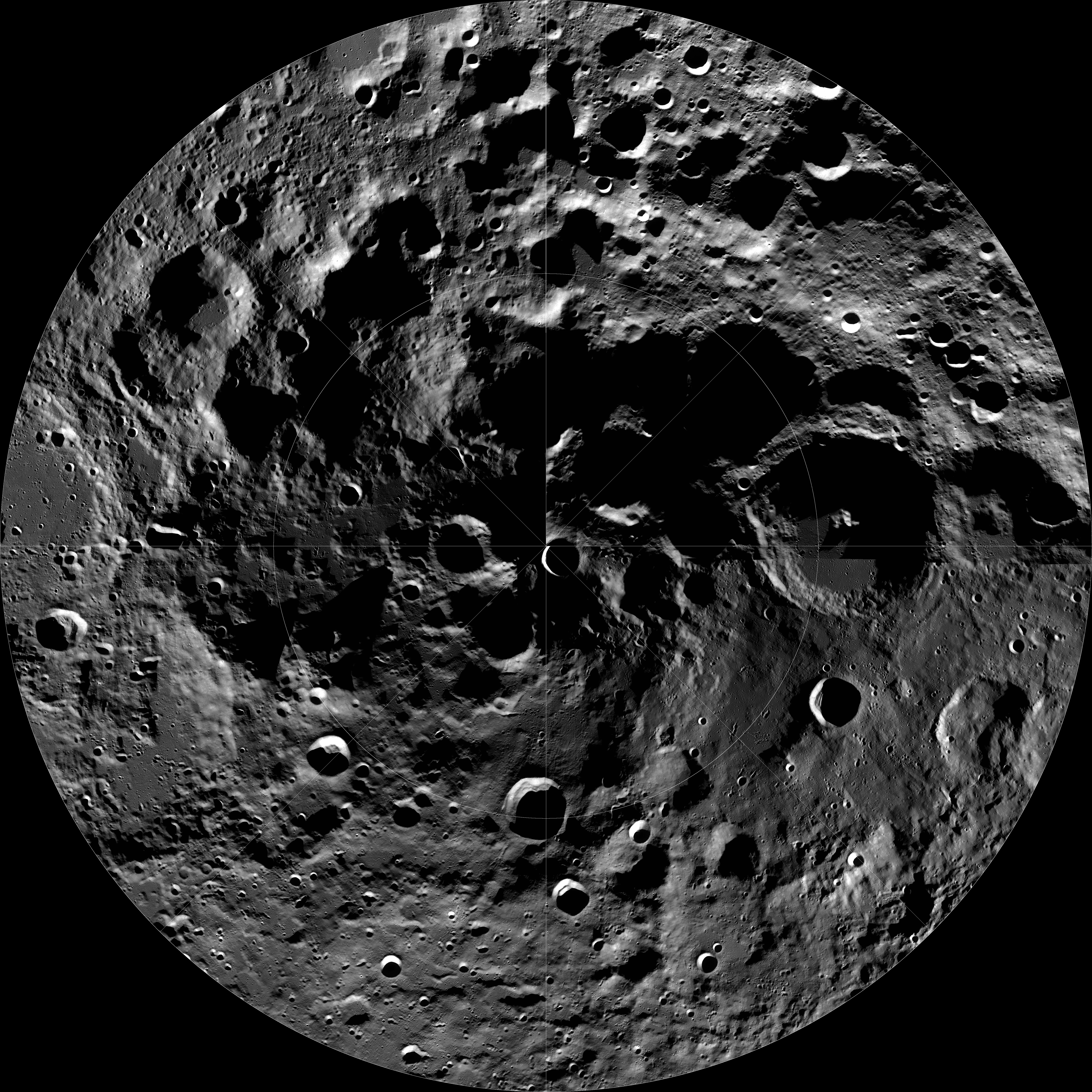
Fotomosaik der lunaren Süddpolregion des Lunar Reconnaissance Orbiter

Die polaren Mondlandschaften erscheinen durch den flachen Sichtwinkel stark verzerrt, doch wirken dadurch die Höhen umso deutlicher. Mit mittelgroßen Teleskopen (etwa ab dem Achtzöller) sind bereits einzelne Kraterrand- bzw. Berggipfel auszumachen.
Die größten Krater um den Nordpol sind Peary, Nansen, Byrd und Hermite (zwischen ihnen die Leibniz-Berge) sowie auf der Mondrückseite Rozhdestvenskiy. 

Die größten Ringgebirge im Südpolbereich sind Moretus, Newton, Manzinus und Scott, sowie nahe der Sichtgrenze Amundsen und Drygalski und auf der Rückseite die riesigen Ringstrukturen Schrödinger und Zeeman.

## Mondsonden, Wassereis und geplantes Observatorium
In diesen Regionen, deren Durchschnittstemperatur um −50 °C liegen dürfte, planten US-Astronomen im Jahr 2002, in etwa 15 Jahren ein von irdischem Streulicht und Funkverkehr unbehelligtes Observatorium zu errichten. Am günstigsten wäre es am Rande der Mondrückseite, doch müsste dann die Telemetrie über künstliche Mondsatelliten (Orbiter) erfolgen.
Die Täler zwischen den „Bergen des ewigen Lichts“ liegen andauernd im Schatten, was ebenfalls interessante Aufschlüsse und Temperaturstudien böte. Außerdem konnte erstmals 1996 die Mondsonde Clementine mittels Radar geringe Mengen von Wassereis nachweisen, was 1999 durch Spektrometer-Messungen des Lunar Prospector bestätigt wurde. Das Eis dürfte etwa mit 1 % im Regolith der Mondoberfläche beigemischt sein, könnte aber auch ab 40 cm Tiefe kleine Eislinsen bilden. Beide Möglichkeiten wären für die Raumfahrt von großem Interesse.